# 아네모이
아네모이(그리스어: Άνεμοι 바람이라는 뜻[*])는 그리스 신화에서 바람의 신이다. 로마 신화의 벤티(라틴어: Venti)에 해당한다.
에우로스(그리스어: Εύρος)는 동풍을,
제피로스(그리스어: Ζέφυρος)는 봄의 서풍을,
노토스(그리스어: Νότος)는 여름의 남풍을,
보레아스(그리스어: Βορέας)는 겨울의 북풍을 각각 나타낸다.

## 같이 보기
- 풍속계
- 다인, 드발린, 두네위르, 두라스로르
- 바유